# هندسة بيئية حيوية
يدمج مجال الهندسة البيئية الحيوية (بالإنجليزية: Bioenvironmental Engineering BEE)‏ بين فهم مبادئ الهندسة الأساسية مع مهمة الطب الوقائي الواسعة لتحديد وتقييم والتوصية بالضوابط للمخاطر التي قد تضر بالإنسان والبيئة الميطة به. ففي القوات الجوية الأمريكية (USAF) يقوم مهندسو البيئة الحيوية (Bioenvironmental Engineers BEEs) بتقييم المخاطر التي قد تضر بطياري القوات الجوية الأمريكية وموظفيها وعائلاتهم. تساعد المعلومات المستمدة من هذه التقييمات خبراء تقييم الأثر البيئي على تصميم تدابير التحكم وتقديم التوصيات التي تمنع الأمراض أو الإصابة في مجالات تخصصية متعددة، بما في ذلك: السلامة والصحة المهنية، والصحة البيئية، والسلامة من الإشعاع، والاستجابة للطوارئ. يُقدَّم التعليم الأولي والمتقدم لبرنامج الهندسة البيئية الحيوية BEE في مدرسة طب الفضاء التابعة للقوات الجوية الأمريكية ‏ في قاعدة رايت باترسون الجوية في دايتون، أوهايو.

## التاريخ
خلال سبعينيات القرن العشرين، رأت القوات الجوية الأمريكية ضرورة تنفيذ تدابير لحماية صحة أفرادها. فقاموا بأخذ عناصر من الصحة العامة العسكرية وأنشأوا فرعًا منفصلًا يسمى الهندسة البيئية الحيوية. منذ تلك اللحظة، تولت الهندسة البيئية الحيوية زمام المبادرة في حماية صحة العاملين في القوات الجوية الأمريكية.
جاءت المجموعة الأصلية من مهندسي البيئة الحيوية (BEEs) إلى القوات الجوية من الجيش الأمريكي في عام 1947 عند تشكيل القوات الجوية. لقد كانوا نتاجًا لهيئة الصحة بالجيش الأمريكي. حتى عام 1964، كان يطلق على مهندسي الصحة والنظافة الصناعية التابعين للقوات الجوية اسم مهندسي الصحة والنظافة الصناعية. كانوا ضباطًا في فيلق الخدمات الطبية (Medical Service Corps MSC) حتى جرى إنشاء فيلق العلوم الطبية الحيوية (Biomedical Sciences Corps BSC) في عام 1965.
بين عامي 1960 و1970، نما مجال الهندسة البيئية الحيوية من حوالي 100 إلى 150 عضوًا. ومع ذلك، ابتداءً من عام 1970، ومع تشكيل إدارة السلامة والصحة المهنية (OSHA)، ووكالة حماية البيئة الأمريكية (EPA)، ولجنة التنظيم النووي، شهد مجال المهنة نموًا هائلاً في اللوائح الفيدرالية. فرضت هذه القوانين على هيئات تقييم الأثر البيئي مراقبة عمليات القوات الجوية لمعرفة آثارها على الأفراد والبيئة. وقد أدت العديد من الكوارث الكبرى والأحداث الأخرى إلى تركيز اهتمام الكونجرس على البيئة والسلامة والصحة المهنية، مما أدى إلى ظهور برامج امتثال جديدة إلزامية. أدت كارثة قناة لوف، وبوبال، ونضوب الأوزون الجوي، وغيرها من الحوادث إلى ظهور قوانين جديدة تحكم برنامج ترميم المنشآت؛ والتواصل بشأن المخاطر؛ وحق المجتمع في المعرفة؛ وإدارة سلامة العمليات؛ وجرد المواد الخطرة والسيطرة عليها والحد منها. وقد أدى ذلك بشكل مستمر إلى نشوء متطلبات إضافية للهندسة البيئية الحيوية.
وفي أوائل ثمانينيات القرن العشرين، حدث تحول كبير في الوظائف. حيث جرى تسليم الجوانب السريرية والصحية لبرنامج الهندسة البيئية الحيوية، ونقل (الأمراض المُعدية، والمسوحات الصحية، ومكافحة نواقل المرض، والطب المهني) إلى ضباط الصحة البيئية الذين جرى تشكيلهم حديثًا. وقد مكّن هذا قوة الهندسة البيئية الحيوية من تركيز جهودها على مكان العمل الصناعي والبيئة.
أصبحت أهمية ضمان امتثال القوات الجوية لمتطلبات البيئة والسلامة والصحة المهنية الآن أعلى من أي وقت مضى. وأصبحت موضوعات مثل: الوعي العام/الاهتمام/الإفصاح، وإدراك تحليل المخاطر/الاتصال/الإدارة، وفقدان الحصانة السيادية للوكالات الفيدرالية، والمسؤولية الشخصية للقادة عن المخالفات البيئية كلها تؤثر على برامج الهندسة البيئية الحيوية. تؤدي زيادة برامج الوقاية من التلوث البيئي والطب الوقائي والصحة المهنية إلى تحويل التركيز إلى تجنب المشاكل قبل حدوثها، بمعنى دراسة احتمال وقوع المشكلة لاتخاذ الإجراءات اللازمة لمنع حدوثها.
يقوم مهندسو البيئة الحيوية بإجراء تقييمات للمخاطر الصحية (health risk assessments HRAs) في أماكن العمل وحولها، وحماية الطيارين والموظفين من المخاطر المرتبطة بواجباتهم، والتي تشبه إلى حد كبير النظافة الصناعية أو المهنية. يقوم المهندسون بإرسال تقارير تقييم الموارد البشرية مع التوصيات لتقليل أو القضاء على المخاطر إلى الأطراف ذات الصلة للنظر فيها وتقديم المشورة لهم بشأن التأثيرات والمخاطر التي قد يتعرض لها مرؤوسيهم ومهامهم لتجنب ذلك. يقوم مهندسو البيئة الحيوية بتحليل المخاطر الصحية المهنية بشكل أساسي ويوصون بالضوابط الخاصة بها لتشمل تعرض الموظفين للمواد الكيميائية التي حددتها إدارة السلامة والصحة المهنية (OSHA) والمدرجة في 29 CFR 1910 (الجزء الفرعي Z)، والظروف التي تشكل خطرًا مباشرًا على الحياة أو الصحة (IDLH) الموجودة داخل الأماكن الضيقة، والاضطرابات العضلية الهيكلية الناجمة عن الضغوط (مثل ضغوط الحركة المتكررة / الاهتزاز / الضغوط الميكانيكية الحيوية). يقوم فرق مهندسي البيئة الحيوية بشكل متكرر بمراقبة أنظمة تهوية العادم المحلية للتحكم في المخاطر المنقولة بالهواء في جميع أنحاء المنشأة للحد من مخاطر تَعرُض العاملين لذلك. وبالتزامن مع التهوية، يُشرف مهندسو البيئة الحيوية أيضًا على برنامج حماية الجهاز التنفسي المرتبط بكل منشأة؛ ويضمن المهندسون تدريب الموظفين على ارتداء جهاز التنفس الصناعي المطلوب مهنيًا بشكل صحيح، وإجراء اختبار ملاءمة جهاز التنفس الصناعي، ومعرفة كيفية ارتداء وخلع معدات الحماية الشخصية بشكل صحيح لحمايتهم من مخاطر الاستنشاق التي تفرضها مهامهم. ويُعد مهندسو البيئة الحيوية هم السلطة المسؤولة عن إصدار الشهادات للمواد الخطرة ومعدات الحماية الشخصية للاستخدام في أي قاعدة جوية. وتُعد تلك الشهادات إلزامية، لارتباطها بالصحة والسلامة المهنية، ومن الشهادات الشائعة ما يلي: اختصاصي صحة صناعية معتمد (Certified Industrial Hygienist CIH) من خلال مجلس اعتماد الصحة والسلامة المهنية (سابقًا المجلس الأمريكي لصحة الصناعة)، وشهادة المحترف المعتمد في مجال السلامة (Certified Safety Professional CSP) من خلال مجلس المتخصصين المعتمدين في مجال السلامة.

## الصحة البيئية
يعمل مهندسو البيئة الحيوية كحلقة وصل بين المنظمات الفيدرالية والمنظمات المحلية فيما يتعلق بجودة مياه الشرب وتقييم الملوثات البيئية في القواعد الجوية، وينشرون تقرير ثقة المستهلك consumer confidence reportسنويًا لإبقاء العاملين في القاعدة على اطلاع على جودة مياه الشرب الخاصة بهم. إن التعرض لمخاطر الضوضاء الصناعية هو مصدر قلق متكرر في القواعد الجوية، حيث أن طنين الأذن هو الإعاقة الأكثر انتشارًا المرتبطة بالخدمة والتي يُطالب المحاربون القدامى من خلال وزارة شؤون المحاربين القدامى في الولايات المتحدة بعلاجها، وهو ما يمثل حوالي 8٪ من جميع الإعاقات. ولمعالجة هذا الأمر المهم، تقوم هيئات مهندسي البيئة الحيوية بشكل متكرر بإجراء قياس لجرعات الضوضاء التي يتعرض لها الموظفون لتحديد وعزل المُعدات التي تسبب الضوضاء المفرطة في مكان العمل. كما يقوم مهندسو البيئة الحيوية بإجراء تقييمات للمواقع الصحية المهنية والبيئية (OEHSA) لتحديد وتخفيف المخاطر التي يتعرض لها الأفراد من وظائفهم وواجباتهم وبيئتهم في القاعدة الجوية ووحداتها العسكرية. بالإضافة إلى ذلك، يقوم مهندسو البيئة الحيوية بتقييم جودة الهواء الداخلي بحثًا عن الغبار المحمول جوًا والضباب والأبخرة والغازات التي قد تضر بالعاملين، ويجري تحديد الكمية في كثير من الأحيان من خلال مراقبة التعرض وتوثيق تعرض العمال. علاوة على ذلك، يقوم المهندسون بمراقبة الإجهاد الحراري Thermal Stress بشكل متكرر (ليشمل الإجهاد الحراري والإجهاد البارد) في المنشأة ونشر إشعارات عن الظروف المرتبطة بدورات العمل والراحة الموصى بها وإرشادات الترطيب، مما يضمن بقاء المشرفين والعمال آمنين.

## السلامة من الإشعاع
يعمل مهندسو البيئة الحيوية عادةً في نفس الوقت عمل ضباط السلامة من الإشعاع في المنشآت (Radiation Safety Officers IRSO) وضباط السلامة من الليزر في المنشآت (Laser Safety Officers LSO) في القاعدة الجوية ووحداتها العامة، ويشرفون على استخدام المواد المشعة ويعطون الترخيص بنقلها، إضافة إلى إصدار تصاريح لجنة التنظيم النووي (NRC)، ومصادر الإشعاع المؤين وغير المؤين، والليزر. إن أحد المكونات الرئيسية لحماية الموظفين من الإشعاع هو المراقبة المتكررة لمستوى التعرض للإشعاع، والتي يُديرها مهندسو البيئة الحيوية من خلال برنامج قياس الجرعات الحرارية الضوئية (thermoluminescent dosimetry TLD) الذي يحافظ على الإشراف على جميع تعرضات العاملين للإشعاع في جميع أنحاء المنشأة.

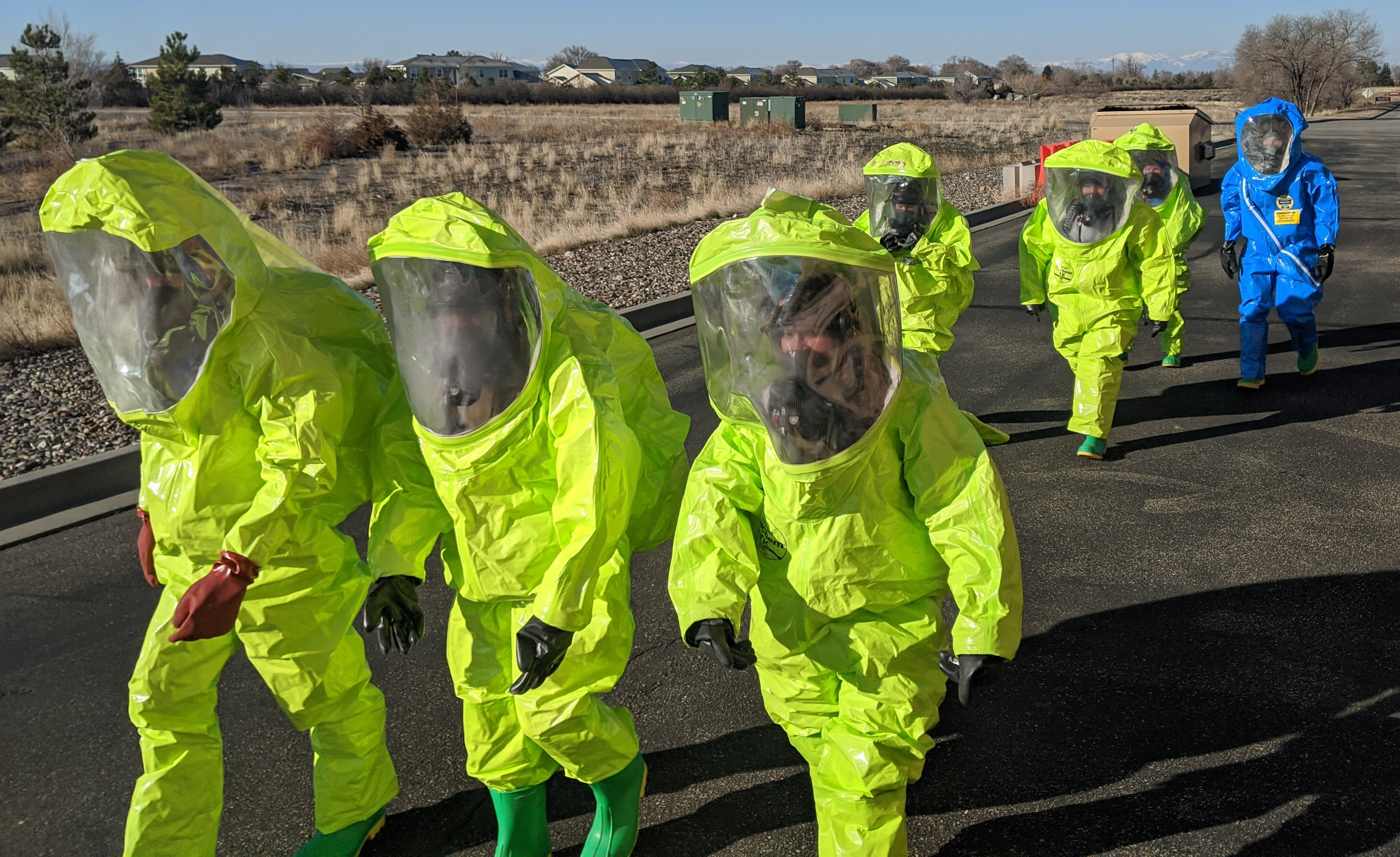
التدريب على الاستجابة للطوارئ

## الاستجابة للطوارئ
يعمل مهندسو البيئة الحيوية في مجال الاستجابة للطوارئ، إضافة لكونهم مستشارين للمخاطر الصحية والحوادث الكيميائية والبيولوجية والإشعاعية والنووية ومعدات الحماية الشخصية المرتبطة بها (أو الملابس). كما أنهم يجب ان يكونوا حاصلين على شهادة HAZWOPER، والتي توفر تقييمات المخاطر والتواصل بشأن المواد الخطرة. ومع ذلك، فإن ما يشتهر به مهندسو البيئة الحيوية عادةً في المنشآت هو الخدمة الموجهة للعملاء التي يقدمونها في شكل اختبارات ملاءمة أقنعة الغاز. تستجيب فرق العمل التطوعي بشكل متكرر لحالات الطوارئ إلى جانب إدارة الطوارئ.

## أمثلة هامة على دعم مهندسي البيئة الحيوية
- 2015 - 2021 - عملية حارس الحرية Operation Freedom's Sentinel
- 2012 - أخذ عينات المياه والسلامة أثناء إعصار ساندي
- 2011 - دعم الاتصالات بشأن مخاطر الإشعاع وقياس الجرعات في إطار عملية توماداتشي Operation Tomadachiأثناء كارثة فوكوشيما النووية
- 2001 - 2014 - عملية الحرية الدائمة

## روابط خارجية
- وظائف القوات الجوية ( متدرب في الهندسة البيئية الحيوية )